# 검은과부거미 펄사
검은과부거미 펄사(영어: Black widow pulsar)는 식쌍성으로써, 밀리초 펄사와 갈색 왜성과 동반성을 이루며 9.2의 주기를 가지며 식 기간은 대략 20분이다. 1988년에 발견 되었을 당시에는 처음으로 식 쌍성 펄사로 알려 졌다. 이 계는 당시 우세적인 이론의 분석으로는 동반성은 중성자별의 중력 환경(로슈 로브에서의 과도한 질량이동)에 의해서 붕괴 되었고, 그래서 이 천체에 검은과부거미(암컷이 수컷을 잡아먹는다)라는 별명이 붙었다. 이 다음으로 비슷한 특성을 가진 대상이 발견되면 흡열 동반성을 가진 밀리 초 펄사의 부류로 이름이 적용되었다.
후에 이 대상의 관측은 H-alpha 선에서의 활모양 충격파와 찬드라 엑스선 관측선에서 관측된 결과 작은 크기에서의 쇼크는 X-선을 보였다.
2010년에는 중성자별이 높은 질량을 가지는데 대략 태양 질량의 2.4배라고 하고 아마 태양의 질량 보다는 약 1.66배 높은 것으로 보고되었다.

## 사진

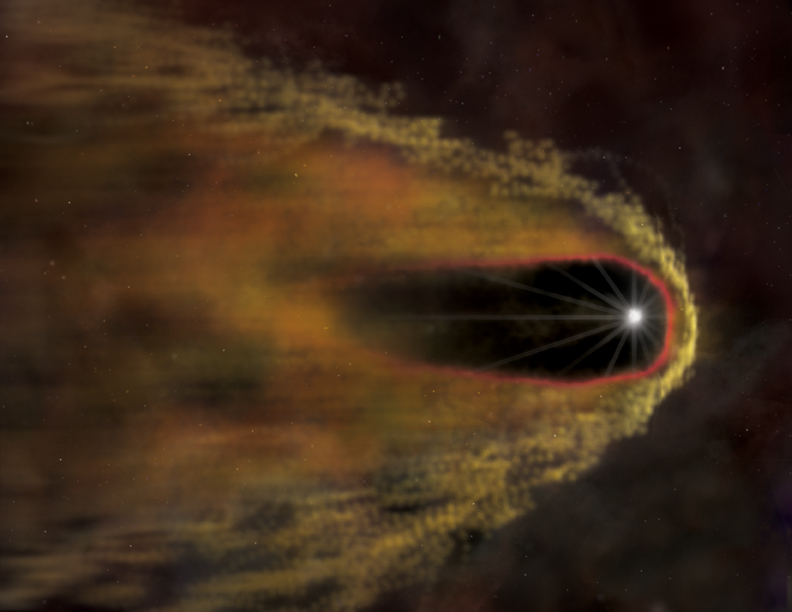
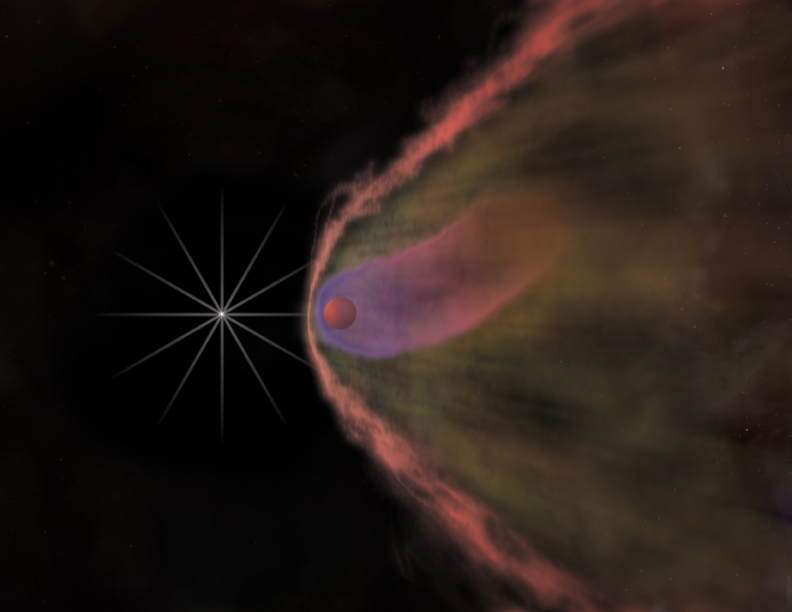

## 참고 자료
1. ↑  Fruchter, A. S.; Stinebring, D. R.; Taylor, J. H. (1988). “A millisecond pulsar in an eclipsing binary”. 《Nature》 333 (6170): 237–9. Bibcode:1988Natur.333..237F. doi:10.1038/333237a0.
2. ↑  Van Kerkwijk, M. H.; Breton, R. P.; Kulkarni, S. R. (2011). “Evidence for a Massive Neutron Star from a Radial-Velocity Study of the Companion to the Black-Widow Pulsar Psr B1957+20”. 《The Astrophysical Journal》 728 (2): 95. arXiv:1009.5427. Bibcode:2011ApJ...728...95V. doi:10.1088/0004-637X/728/2/95.